# Xuban Errazkin
Errazkin  Pérez est un nom espagnol. Le premier nom de famille, en général paternel, est Errazkin ; le second, en général maternel, souvent omis, est Pérez.
Xuban Errazkin Pérez (né le 25 août 1996 à Usurbil) est un coureur cycliste espagnol.

## Biographie
Fils d'un ancien cycliste amateur, Xuban Errazkin prend sa première licence dans un club de vélo d'Andoain. Il court ensuite à la Buruntzazpi Txirrindulari Eskola, où il obtient de bons résultats sur route et en cyclo-cross,.
En 2016, il se distingue en obtenant une victoire et diverses places d'honneur dans le calendrier amateur basque. La même année, il s'impose sur une étape du Tour du Portugal de l'Avenir. Il devient ensuite stagiaire chez Wilier Triestina-Southeast, puis passe professionnel en 2017 dans l'équipe continentale RP-Boavista. Sous ses nouvelles couleurs, il termine quatrième et meilleur espoir de la Coupe du Portugal. 
Un temps pressenti dans la formation bretonne Fortuneo-Samsic, il reste finalement au Portugal en 2018 en signant avec l'équipe Vito-Feirense-Blackjack. Bon grimpeur, il se révèle sur le circuit professionnel en terminant dixième du Tour de Cova da Beira, puis cinquième et meilleur jeune du Tour de la communauté de Madrid. Au mois de juin, il s'illustre parmi le plateau international espoir en prenant la quatrième place du Grand Prix Priessnitz spa (Coupe des Nations), après s'être classé deuxième des deux dernières étapes de montagne. De retour au Portugal, il remporte en solitaire la quatrième étape du Grand Prix Abimota et termine onzième et meilleur jeune de l'épreuve. Dans la foulée, il termine seizième et meilleur jeune du Tour du Portugal. Quelques jours plus tard, le 15 août, il est annoncé qu'un de ses contrôles lors du Grand Prix Abimota révèle des valeurs anormales à la terbutaline, un médicament prescrit pour l'asthme. En attendant les résultats, il n'est pas retenu par la sélection espagnole pour le Tour de l'Avenir. Le 28 août, il est rapporté par les médias espagnols qu'il n'y a en fait pas eu d'irrégularité à l'issue de ce contrôle et qu'aucune enquête n'avait été officiellement ouverte,. En décembre, il est annoncé qu'il est provisoirement suspendu par l'Agence espagnole pour la prévention de la santé dans le sport, car il n'a en fait pas demandé d'autorisation d’utilisation thérapeutique pour utiliser ce médicament.

## Palmarès
- 2016
  - Pentekostes Saria
  - 1re étape du Tour du Portugal de l'Avenir
  - 2e du Torneo Euskaldun
  - 3e du Mémorial Cirilo Zunzarren
  - 3e de la Lazkaoko Proba
  - 3e du Mémorial Agustín Sagasti
  - 3e du San Bartolomé Sari Nagusia
- 2018
  - 4e étape du Grand Prix Abimota

## Classements mondiaux
| Année           | 2016   | 2017   |
| --------------- | ------ | ------ |
| UCI Europe Tour | 1 464e | 1 661e |